# 캔디스 케인
캔디스 케인(Candis Cayne, 1971년 8월 29일 ~ )는 미국의 배우, 공연 예술가이다. 1990년대에 드랙퀸으로 활동하다가 1996년부터 여성으로 성전환하기 시작했다. 2007년 드라마 《더티 섹시 머니》에 트랜스젠더 카멜리타 역으로 출연해 전국적으로 이름을 알렸다.